# 芬蘭廣播公司第一電視台
芬蘭廣播公司第一電視台（芬蘭語：Yle TV1）是芬蘭廣播公司一條於1958年開播的公共電視頻道，並是芬蘭全國第一條以及歷史最為悠久的電視頻道，超過70%的播出內容是紀錄片、新聞和教育節目。
這條頻道在1957年8月13日開始進行測試性廣播，並於1958年1月1日以「芬蘭電視台」（Suomen Televisio）為名正式向全國播出。後來芬蘭廣播公司在1964年接手經營總部位於坦佩雷的「Tamvisio」電視台，公司因此把原「芬蘭電視台」更名為「第一套電視節目」（TV-ohjelma 1），而「Tamvisio」則改名為「第二套電視節目」（TV-ohjelma 2）。其後公司於1971年再把上述兩條頻道分別更名為「第一電視台」（TV1）以及「第二電視台」（TV2），並逐步開始彩色廣播。最後芬蘭廣播公司在2001年又把以上頻道名稱前方加上公司名稱至今，並於2014年1月開播高清電視訊號。